# Гедин, Пьетро
Пьетро Гедин  (итал. Pietro Ghedin; 21 ноября 1952, Скорце, Италия) — итальянский футболист и тренер.

## Карьера
Будучи футболистом выступал на позиции защитника. Провел 100 матчей в Серии A. В разные годы Гедин играл за такие команды, как «Фиорентина», «Лацио» и «Венеция».
В качестве наставника восемь лет входил в тренерский штаб сборной Италии, когда с ней работали Чезаре Мальдини, Дино Дзофф и Джованни Трапаттони. Именно Гедин посоветовал Мальдини вычеркнуть из заявки на Чемпионат мира по футболу 1998 года Джанфранко Дзолу и взять Роберто Баджо. Дважды возглавлял сборную Мальты. В первый раз он был ее главным тренером с 1993 по 1995 год, а спустя 17 лет он вернулся на эту должность. В октябре 2017 года итальянский специалист покинул национальную команду, уступив свое место бельгийцу Тому Саинтфиту.

### Происшествия
18 января 1977 года Гедин стал одним из свидетелей гибели игрока «Лацио» и сборной Италии Лучано Ре Чеккони. При неудачной попытки розыгрыша, футболист имитировал ограбление ювелирного магазина, но был застрелен его владельцем. Во время следствия Гедин путался в показаниях. В 2012 году президент Lazio Family Паоло Ленци перед матчем Италия — Мальта написал открытое письмо тренировавшего «крестоносцев» наставника, в котором он призвал его рассказать правду о событиях, случившихся в магазине. Но тот промолчал.

## Награды
- Кавалер Ордена «За заслуги перед Итальянской Республикой»: 2000[10].